# Vitbrynad fnittertrast
Vitbrynad fnittertrast (Pterorhinus sannio) är en asiatisk fågel i familjen fnittertrastar inom ordningen tättingar.

## Utseende och läten
Vitbrynad fnittertrast är en rätt liten (22-24), brun fnittertrast med mörkbrun hjässa. På huvudet syns en pregnant beigevit ansiktsteckning bestående av ett ögonbrynsstreck som sedan löper framför ögat och ner för att bilda ett mustaschstreck. Undergumpen är rostfärgad. Lätena består av ljudliga och hårda "jhew", "jhew-jhu" och "dzwee".

## Utbredning och systematik
Vitbrynad fnittertrast delas in i fyra underarter med följande utbredning:
- albosuperciliaris – förekommer i nordöstra Indien (Nagabergen och Manipur i östra Assam)
- comis – förekommer från södra Kina (Yunnan) till nordöstra Myanmar, norra Laos, norra Annam och Tonkin
- sannio – förekommer från södra Kina (Guangxi, Guangdong, Fujian, Jiangxi, Hunan) till Tonkin
- oblectans – förekommer i västra centrala Kina (sydvästra Hubei, norra Guizhou och Sichuan)

### Släktestillhörighet
Vitbrynad fnittertrast placeras traditionellt i det stora fnittertrastsläktet Garrulax, men den taxonomiska auktoriteten Clements et al lyfte ut den och ett antal andra arter till släktet Ianthocincla efter DNA-studier. Senare studier visar att Garrulax består av flera, äldre utvecklingslinjer, även inom Ianthocincla. Författarna till studien rekommenderar därför att släktet delas upp ytterligare, på så sätt att vitbrynad fnittertrast med släktingar lyfts ut till det egna släktet Pterorhinus. Idag följer tongivande International Ornithological Congress och även Clements et al dessa rekommendationer.

## Levnadssätt
Vitbrynad fnittertrast påträffas i gräs- och buskmarker, jordbruksbygd och öppet skogslandskap på mellan 600 och 1830 meters höjd, lokalt ner till 215 meter. Den är inte särskilt skygg och påträffas ofta i ljudliga grupper som födosöker efter små mollusker, gräshoppor, syrsor, bär, frön, ris och havre. Fågeln häckar mellan februari och augusti. Den bygger ett kompakt skålformat bo som placeras mellan drygt en halv och sex meter ovan mark i en buske eller träd. Däri lägger den tre till fyra blekt blå eller blågröna till grönvita ägg.

## Status och hot
Arten har ett stort utbredningsområde och en stor population med stabil utveckling och tros inte vara utsatt för något substantiellt hot. Utifrån dessa kriterier kategoriserar internationella naturvårdsunionen IUCN arten som livskraftig (LC). Världspopulationen har inte uppskattats men den beskrivs som vanlig till mycket vanlig.